# Košice (region)
Košice (slovakiska Košický kraj) är en av Slovakiens åtta administrativa regioner, belägen i landets sydöstra del. Regionen som har en yta av 6 752 km² har en befolkning, som uppgår till 791 723 invånare. Regionens huvudort är Košice och den består av elva distrikt (okresy).